# Khóa điện tử
Khóa điện tử (tiếng Anh: Electronic lock, hay electric lock) là một thiết bị khóa hoạt động nhờ hoạt động của dòng điện. Khóa điện tử đôi khi hoạt động độc lập bởi một nhóm các thiết bị điện tử được gắn trực tiếp vào ổ khóa. Khóa điện có thể được kết nối với một hệ thống kiểm soát ra vào (access control system). Những ưu điểm của hệ thống này bao gồm: đóng mở bằng nhiều hình thức khác nhau (nhập mật khẩu, thẻ RFID) và kiểm soát ra vào tốt thông qua các thiết bị điện tử có khả năng lưu trữ dữ liệu bên trong hoặc kết nối với khóa. Khóa điện tử cũng có thể được giám sát và điều khiển từ xa (đóng khóa và mở khóa).
Hiện nay khóa điện tử mở rộng thêm các chức năng cao cấp khác: Mã số, Vân tay, Kết nối Bluetooth, Kết nối wifi để mở qua ứng dụng trên di động.
Các hãng khóa điện tử hàng đầu: Kassler ,Epic - SamSung, Yale , Sharp , Bosch ,…

## Hoạt động
Khóa điện tử sử dụng nam châm, cuộn dây dẫn hoặc động cơ để kích hoạt khóa bằng cách cung cấp hoặc ngắt nguồn điện. Việc vận hành khóa có thể đơn giản như sử dụng một công tắc, ví dụ như ở các hệ thống cửa ra vào hiện đại ở các khu căn hộ cao cấp ngày nay, hoặc ở những nơi triển khai hệ thống kiểm soát ra vào dựa trên sinh trắc học.